# Saint-Haon-le-Vieux
Saint-Haon-le-Vieux é uma comuna francesa na região administrativa de Auvérnia-Ródano-Alpes, no departamento de Loire. Estende-se por uma área de 16,34 km². Em 2010 a comuna tinha 980 habitantes (densidade: 60 hab./km²).